# Souleymanou Hamidou
Souleymanou Hamidou (ur. 22 listopada 1973 w Mokolo) – kameruński piłkarz występujący na pozycji bramkarza.

## Kariera klubowa
Hamidou profesjonalną karierę rozpoczynał w Cotonsport Garoua. Grał tam do 2000 roku. Wtedy trafił do tureckiego Rizesporu. W debiutanckim sezonie rozegrał tam osiemnaście ligowych spotkań i zajął z zespołem dziewiątą pozycję w lidze. Rok później w rozgrywkach ligowych wystąpił 22 razy. Natomiast Rizespor uplasował się na szesnastym miejscu w Superlidze, w efekcie czego spadł do drugiej ligi. Na zapleczu ekstraklasy spędził jeden sezon. Jego drużyna wywalczyła awans do pierwszej ligi, ale Hamidou odszedł z zespołu.
Podpisał kontrakt z Denizlisporem. Szybko wywalczył tam sobie miejsce w wyjściowej jedenastce. Spędził tam pięć sezonów. Przez ten czas najlepszą pozycją, zajętą z tym klubem, była piąta lokata w sezonie 2003/04.
W 2008 roku przeszedł do Kayserisporu. Debiut w barwach tej drużyny zaliczył 23 sierpnia 2008, w bezbramkowo zremisowanym pojedynku z Sivassporem. W 2011 zakończył karierę.
| Sezon   | Klub              | Kraj    | Rozgrywki         | Mecze | Bramki |
| ------- | ----------------- | ------- | ----------------- | ----- | ------ |
| 1999    | Cotonsport Garoua | Kamerun | Première Division | ?     | ?      |
| 2000    | Cotonsport Garoua | Kamerun | Première Division | ?     | ?      |
| 2000/01 | Çaykur Rizespor   | Turcja  | Süper Lig         | 18    | 0      |
| 2001/02 | Çaykur Rizespor   | Turcja  | Süper Lig         | 22    | 0      |
| 2002/03 | Çaykur Rizespor   | Turcja  | 1. Lig            | ?     | ?      |
| 2003/04 | Denizlispor       | Turcja  | Süper Lig         | 31    | 0      |
| 2004/05 | Denizlispor       | Turcja  | Süper Lig         | 30    | 0      |
| 2005/06 | Denizlispor       | Turcja  | Süper Lig         | 27    | 0      |
| 2006/07 | Denizlispor       | Turcja  | Süper Lig         | 14    | 0      |
| 2007/08 | Denizlispor       | Turcja  | Süper Lig         | 24    | 0      |
| 2008/09 | Kayserispor       | Turcja  | Süper Lig         | 34    | 0      |
| 2009/10 | Kayserispor       | Turcja  | Süper Lig         | 31    | 0      |
| 2010/11 | Kayserispor       | Turcja  | Süper Lig         | 24    | 0      |

## Kariera reprezentacyjna
Hamidou jest reprezentantem Kamerunu. W drużynie narodowej zadebiutował w 2000 roku i dotychczas rozegrał w niej 40 spotkań. Był uczestnikiem Pucharu Narodów Afryki w 2006 roku oraz Pucharu Narodów Afryki w 2008 roku.